# Burgerlijk Wetboek (Nederland)
Het Burgerlijk Wetboek (afgekort: BW) is een Nederlands wetboek en maakt deel uit van het Nederlandse burgerlijk recht. Vanaf 1970 werd het Burgerlijk Wetboek van 1838 geleidelijk aan vervangen door afzonderlijke nieuwe boeken van het huidige Nieuwe Burgerlijk Wetboek (NBW), dat per 1 januari 1992 voor het grootste deel van kracht geworden is.

## Ontstaan

### Het homologatiebevel van Karel V
Nederland hoort tot de landen met een gecodificeerd recht, in navolging van Frankrijk en in afwijking van bijvoorbeeld Engeland waar common law geldt. De codificatiegeschiedenis van het Burgerlijk Wetboek begint bij het homologatiebevel van keizer Karel V. In de gebieden van Karel V was de rechtsverscheidenheid groot. Zo was het recht in de Spaanse landen anders dan dat in de Nederlanden, binnen de Nederlanden verschilde het recht per gewest en binnen de gewesten kon het recht van stad tot stad verschillen. In 1531 liet Karel V daarom het homologatiebevel uitgaan: alle in de Nederlanden geldende gewoonterechten moesten worden opgetekend en naar  Brussel worden gestuurd ter goedkeuring. Alvorens de goedkeuring werd verleend konden er wijzigingen worden aangebracht. Karel V ging daarmee in tegen de tot dan toe heersende opvatting dat de gewoonte een autonome rechtsbron was. Hij tolereerde de gewoonte slechts voor zover hij haar kende en goedkeurde. De gewesten in de Nederlanden zagen om die reden in het homologatiebevel een bedreiging van de eigen identiteit. Het op schrift stellen en verzenden werd daardoor veelal vertraagd.
Hoewel de gewesten niet genegen waren om het homologatiebevel van Karel V uit te voeren, leidde zijn bevel wel tot een aantal initiatieven tot optekening van de diverse gewoonterechten. De aldus ontstane geschriften waren echter niet op te vatten als codificaties, want de optekening garandeerde niet dat er later geen nieuw gewoonterecht zou ontstaan. Zij hadden echter wel een bewijsrechtelijke functie. Wie zich beriep op een gewoonte moest voor de rechter bewijzen dat die gewoonte inderdaad bestond. Een dergelijk bewijs was niet nodig als men zich op een opgetekende gewoonte beriep. Deze gewoonten werden opgevat als notoire costumen, en het werd overbodig geacht om deze "notoire feiten" te bewijzen.

### De Commissie van Twaalf
Deze situatie bleef bestaan tot aan de oprichting van de Bataafse Republiek. In deze eenheidsstaat was geen ruimte voor de rechtspluriformiteit die in de oude Republiek bestond. Er moesten een nieuw burgerlijk wetboek en een nieuw wetboek van strafrecht worden samengesteld, alsmede wetboeken van procesrecht. Een "Commissie van Twaalf", bestaande uit afgevaardigden uit alle gewesten, zou dit gaan realiseren. De twaalf leden gingen in drie commissies uiteen, die elk aan een van de drie te ontwikkelen wetboeken ging werken.
De commissie die zich op het burgerlijk recht richtte stond onder leiding van Hendrik Constantijn Cras. Hij streefde naar een wetboek dat zo veel mogelijk zou voorkomen dat de beslissing in geschillen afhankelijk was van willekeur van rechters. De wetten zelf moesten de uitspraak in alle geschillen bepalen. Als bronnen gebruikte Cras in de eerste plaats het natuurrecht van de Stoa, waarbij hij zich liet inspireren door de geschriften van Cicero. Daarnaast gebruikte hij het gemene recht, het Rooms-Hollandse recht en het Nederlandse gewoonterecht. Ook nam hij de Inleydinge tot de Hollantsche rechtsgeleertheit van Hugo de Groot ter harte.
Deze Inleydinge tot de Hollantsche rechtsgeleertheit was een leerboek, dat op een aantal punten (zoals op dat van het bewijsrecht) onvolledig was. Het ging uitsluitend uit van het Hollandse recht, en niet van het recht in andere gewesten. Toch waren andere gewesten, met name Groningen en de Ommelanden, wat betreft de optekening van hun recht vergevorderd. De commissie kon niet zonder meer het geschreven recht van andere gewesten dan het gewest Holland negeren en moest de gewestelijke costumen opnemen. Maar het was niet mogelijk om álle costumen te verwerken. Over de waarde van costumen die niet werden opgenomen kon de commissie niet tot een standpunt komen. Als die gelding zouden houden zou dat betekenen dat er naast het wetboek nog meer geldig recht zou bestaan en dat was niet gewenst. Als ze geen gelding zouden houden werd geen recht gedaan aan de reeds lang bestaande plaatselijke gebruiken. In 1800 had het project afgerond moeten zijn, maar tegen die tijd was er nog geen spoor van een concreet wetboek. Zo min als de hele Bataafse Republiek wist de codificatiepoging op eigen koers te varen.
Op 24 mei 1806 sloot de Bataafse Republiek een verdrag met Frankrijk, waarin werd vastgelegd dat het land een constitutionele monarchie zou worden. Er werd een nieuwe Grondwet vastgesteld en de eerste constitutionele koning was een jongere broer van Napoleon Bonaparte: Lodewijk Bonaparte.

### HetWetboek Napoleon, ingerigt voor het Koningrijk Holland
Toen Lodewijk aantrad gold nog steeds het oude recht, want de Commissie van Twaalf had nog geen nieuwe codificatie afgeleverd. Zijn broer Napoleon eiste dat Lodewijk de Code Napoléon in zou voeren. Lodewijk echter probeerde de eis van Napoleon aan te passen aan de Nederlandse omstandigheden. Tegen de wil van Napoleon stelde Lodewijk een commissie samen die de Code Napoléon zou aanpassen. In 1809 trad het aldus ontstane Wetboek Napoleon, ingerigt voor het Koningrijk Holland in werking. Dit wetboek kreeg exclusieve werking. Het inheemse gewoonterecht, plaatselijke regelgeving en het Romeinse recht werden afgeschaft. Al twee jaar later, in 1811, werd het Wetboek Napoleon vervangen door de Franse Code civil. Kort daarvoor, in 1810, was Lodewijk afgetreden toen hij merkte dat het niet langer mogelijk was om een koers te varen die min of meer onafhankelijk was van die van Napoleon. Het land werd vervolgens ingelijfd bij Frankrijk, en Napoleon voerde zijn eigen, ongewijzigde, Code civil in onder de naam Code Napoléon.

### Het Burgerlijk Wetboek (1838)
De voordelen van een gecentraliseerde administratie en van een voorspelbaar functionerende rechterlijke macht sprongen velen in het oog. Toen in 1813 de soevereiniteit hersteld werd, was terugkeer naar de oude situatie van gewestelijke soevereiniteit geen optie meer. De unitaristische staatsopvatting bleef gehandhaafd en daarom ook de idee van een nationale codificatie. De in Duitsland zeer invloedrijke opvatting van Friedrich Carl von Savigny, die kort gezegd inhield dat codificatie onwenselijk is, vond in Nederland geen vruchtbare grond.
Koning Willem I, die toen nog als Souvereine Vorst regeerde, meende – net als een stroming onder juristen – dat er opnieuw moest worden gewerkt aan een eigen, Nederlandse codificatie, gebaseerd op Rooms-Hollands recht. In de Grondwet van 1814 was een codificatieartikel opgenomen. Tot de realisatie daarvan zou de Franse Code civil van kracht blijven. De wens van Willem I stuitte op bedenkingen. Men vroeg zich af of het wel mogelijk was om een eensluidend Nederlands recht samen te stellen, omdat dit vaderlandse recht als een onsamenhangend corpus van burgeronvriendelijk recht werd gezien.
Leden van de commissie die Willem I in het leven had geroepen ter samenstelling van de nieuwe wetboeken, raakten in conflict door verschillen in juridische opvatting. De voorzitter van de codificatiecommissie, de Leidse hoogleraar Joan Melchior Kemper, werd het niet eens met de subcommissie die over het burgerlijk recht ging, waarvan Kemper zelf overigens geen deel uitmaakte. Deze subcommissie had een herziening van het Wetboek Napoléon, ingerigt voor het Koningrijk Holland tot stand willen brengen. Kemper wilde een codificatie van het Rooms-Hollandse recht en maakte zelf een ontwerp. In december 1814 legde Kemper de verschillende zichtwijzen voor aan Willem I, die hem gelijk gaf: de schets van Kemper zou de basis voor het nieuwe wetboek moeten vormen. Hieruit vloeide voort het Ontwerp 1816, dat 4.264 bepalingen kende.

#### Congres van Wenen
Het project werd verder bemoeilijkt, doordat de deelnemende staten aan het Congres van Wenen in 1815 waren overeengekomen dat de Zuidelijke en de Noordelijke Nederlanden voortaan één herenigde staat zouden zijn en zich onafhankelijk van Frankrijk wilden ontwikkelen. Voor de codificatie betekende dit dat er in 1815 een nieuwe Grondwet moest worden vastgesteld en dat afgevaardigden uit de Zuidelijke Nederlanden betrokken moesten worden bij de totstandkoming van de nieuwe wetboeken. De juristen uit de Zuidelijke Nederlanden, onder leiding van Pierre Thomas Nicolaï, een Luikse rechter, keurden het ontwerp niet goed, omdat het „te log en te zwaarwichtig” en „te leerstellig” was en de duidelijkheid en heldere systematiek van de Code civil eraan ontbrak. Een nieuwe poging van Kemper, waarbij getracht werd de wensen van de Zuid-Nederlanders in het voorstel te verwerken, werd in 1820 gepresenteerd aan de Tweede Kamer (het Ontwerp 1820, met 3.631 bepalingen). Hierin werden zo veel wijzigingen voorgesteld, die overeenkwamen met de wensen van de Zuid-Nederlanders, dat het neerkwam op een totale verwerping van het voorstel. In 1822 werd het voorstel afgestemd; de Code civil werd eigenlijk niet langer als onwenselijk gezien.
Een van de wensen van de Tweede Kamer ten aanzien van het Ontwerp was dat de algemene inleiding van het ontwerp zou worden vervangen door de titre préliminaire van de Code civil. Deze algemene bepalingen werden uiteindelijk in een aparte wet neergelegd, de Wet van 15 mei 1829, houdende algemeene bepalingen der wetgeving van het Koningrijk, die tegelijk met het Burgerlijk Wetboek van 1838 in werking trad en nog deels van kracht is.
Vervolgens ging de Tweede Kamer zelf over tot codificatie. Kemper was van het toneel verdwenen en de invloed van het Zuid-Nederlandse Kamerlid Nicolaï, die het eerste voorstel had afgestemd, was nu groot. Het resultaat – dat titel voor titel in het Staatsblad werd geplaatst – was het ‘Wetboek 1830’, dat op 1 februari 1831 in werking moest treden. Het wetboek was anders dan Willem I voor ogen had gestaan, want de invloed van de Franse Code civil was groot. Vanwege de Belgische opstand, die in 1830 tegen Willem I plaatsvond, werd de inwerkingtreding bij Koninklijk Besluit van 5 januari 1830 voor onbepaalde tijd opgeschort.
De onafhankelijkheid van België maakte het noodzakelijk dat de codificatie opnieuw herzien werd. Het Wetboek 1830 bleef daarbij wel het uitgangspunt – er werd dus niet teruggegrepen naar het door de Belgen afgekeurde „oorspronkelijke Nederlandse werk”. Het trad op 1 oktober 1838 in werking, met uitzondering van Limburg, waar het pas op 1 januari 1842 in werking trad. Officieel was  daarmee het herstel van de onafhankelijkheid van Frankrijk, die het Congres van Wenen van belang achtte, plaatsgevonden: Nederland had een eigen wetboek. In de praktijk was er echter veel minder onafhankelijkheid want het wetboek leunde zwaar op de Code civil, met elementen uit het Romeins-Nederlands recht. Hoogleraar Eduard Meijers schreef 100 jaar later dat het Nederlands Burgerlijk Wetboek geen kopie was van de Code civil maar dat er uit te lezen is dat het Frans en Nederlands recht dezelfde wortels hebben, het Romeins recht.
Het Burgerlijk Wetboek bestond tot 1970 uit de volgende boeken:
- Eerste Boek. Van personen
- Tweede Boek. Van zaken (later Derde Boek)
- Derde Boek. Van verbintenissen (later Vierde Boek)
- Vierde Boek. Van bewijs en verjaring (later Vijfde Boek; nog later werd de titel "Van verjaring")[22]

De artikelen werden doorgenummerd, de Titels niet.
Bij de invoering van het Burgerlijk Wetboek in 1838 meenden rechtswetenschappers dat het wetboek geen lang leven beschoren zou zijn, omdat zij de Franse invloed te groot vonden. In de politiek bestond echter geen behoefte meer aan hercodificatie. Vlak voor de oorlog, in 1938, werd het honderdjarig bestaan van de codificatie gevierd. In een voor die gelegenheid uitgegeven gedenkboek brak de Leidse hoogleraar Eduard Maurits Meijers een lans voor hercodificatie. Zijn Amsterdamse collega Paul Scholten achtte dat in diezelfde bundel niet haalbaar en zelfs niet wenselijk. Scholten gaf eerder in zijn Algemeen deel aan dat daartoe een drang moet zijn „uit het volk zelf, die de deskundigen voortstuwt en draagt en alle bezwaren doet opruimen.”

### Het Nieuw Burgerlijk Wetboek (1992)

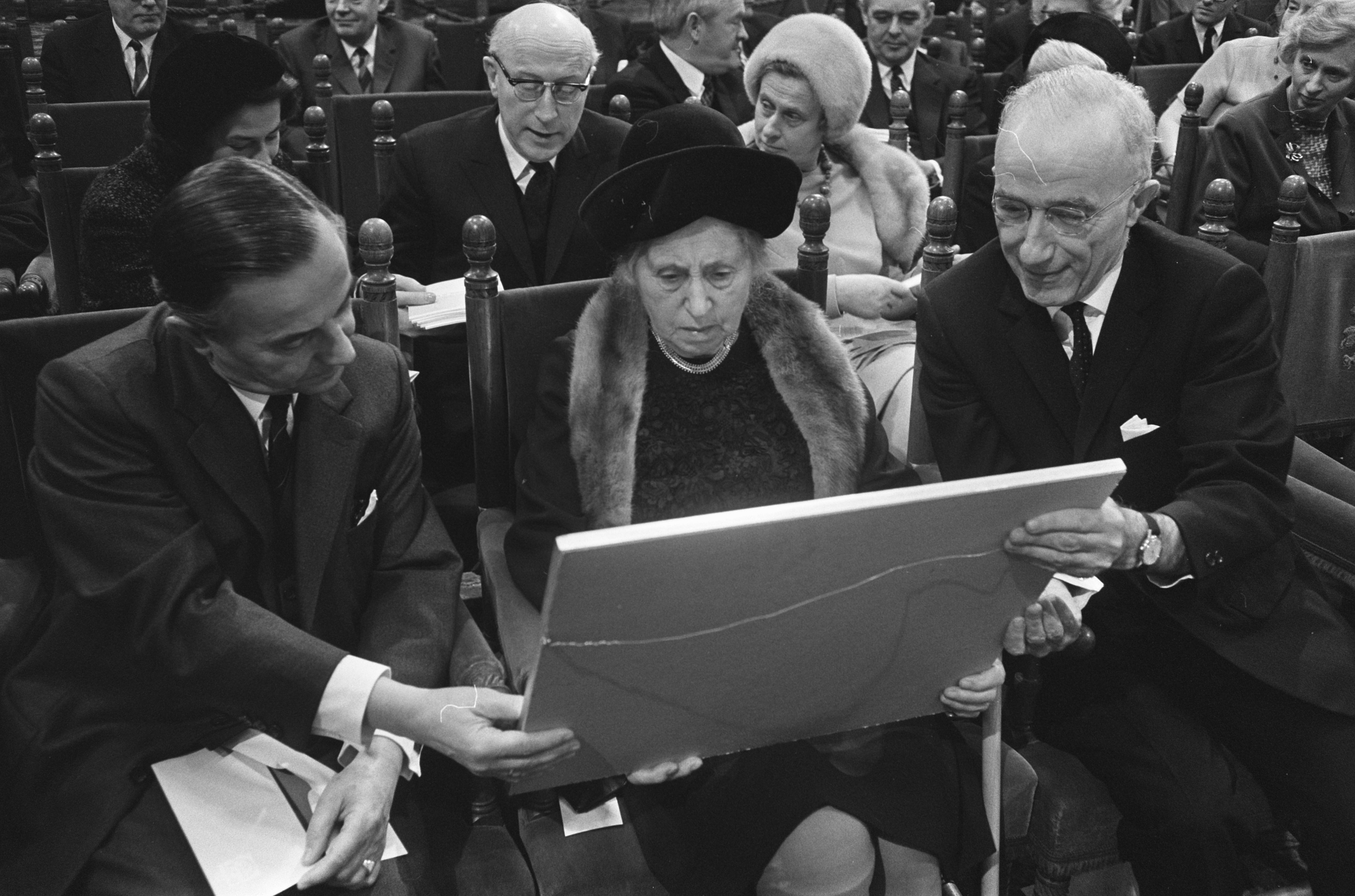
Minister Polak (Justitie) maakt invoering Eerste Boek Nieuw Burgerlijk Wetboek bekend, presentatie postzegel, v.l.n.r. Minister-President Piet de Jong, Mevrouw Meijers (weduwe van ontwerper professor E.M. Meijers, minister Polak

Na de Tweede Wereldoorlog was de opinie in de politiek en in de maatschappij veranderd. Begin jaren vijftig bestond er onvrede over het feit dat het geldende recht niet meer terug te vinden was in het Burgerlijk Wetboek, doordat het resultaat van 120 jaar rechtsontwikkeling daarin niet was opgetekend. Het recht was naar mening van de Tweede Kamer te zeer gebaseerd op de inzichten van de rechter, en te weinig op het wetboek. Meijers, die in concentratiekamp Theresienstadt zijn plannen tot hercodificatie verder had uitgewerkt, kreeg in 1947 van de regering en de Kamer opdracht om een nieuw burgerlijk wetboek samen te stellen. De Commissie Meijers kwam in 1948 met het Ontwerp Meijers voor een nieuw BW.
Uiteindelijk duurde het nog tot 1 januari 1992 totdat het grootste deel van het Nieuwe Burgerlijk Wetboek (NBW) van kracht werd. 
In 1970 werd met Boek 1 het nieuwe personen- en familierecht ingevoerd. In 1976 voerde men Boek 2 in, inhoudende het nieuwe rechtspersonenrecht (ondernemingsvormen). Pas in 1992, met het in werking treden van de Boeken 3, 5 en 6 en het eerste deel van Boek 7, werd het Nederlandse vermogensrecht ingrijpend gewijzigd. Het erfrecht, dat in het Derde Boek stond, is toen met behoud van artikel- en titelnummers Boek 4 geworden. Per 1 januari 2003 is dit vernieuwd.
De vertraging ontstond doordat de politieke belangstelling voor het project uitdoofde. Met de oprichting van de Europese Economische Gemeenschap werden de eerste stappen richting Europese integratie gezet. Wat betreft de ontwikkeling van het recht lag de politieke interesse meer op dat gebied dan bij het nationale privaatrecht.
De indeling in boeken en de nummering van de artikelen zijn ingrijpend gewijzigd. De boeken heetten "Eerste boek" tot en met "Vijfde boek". De artikelen waren doorlopend genummerd. De boeken worden nu met een cijfer aangeduid (zie hieronder) en de artikelen worden per boek genummerd. Soms zijn er sprongen in de nummering (een reeks nummers wordt niet gebruikt, en representeert ook geen vervallen artikelen). Dit zijn gereserveerde reeksen voor nog in te voeren delen, of overschotten daarvan. Boek 7a is tijdelijk, het bevat artikelen die nog moeten worden ingevoegd in Boek 7; de artikelnummers zijn die van het oude BW. Tijdelijk bij het opstellen en de parlementaire behandeling van het Nieuw Burgerlijk Wetboek werd een hiërarchische nummering gebruikt, bijvoorbeeld 5.1.2.3, dat wil zeggen artikel 3 van afdeling 2 van titel 1 van boek 5.
Er zijn transponeringstabellen van het oude naar het huidige Burgerlijk Wetboek, en van de tijdelijke naar de nieuwe nummering, zodat de parlementaire geschiedenis van een artikel kan worden opgezocht.

## Opbouw
Het BW heeft een gelaagde structuur. Per rechtsgebied zijn eerst algemene regels opgenomen en vervolgens meer specifieke regels. De indeling in boeken is als volgt: 
1. Personen- en familierecht
2. Rechtspersonen (Nederlands rechtspersonenrecht)
3. Vermogensrecht in het algemeen
4. Erfrecht
5. Zakelijke rechten
6. Algemeen gedeelte van het verbintenissenrecht
7. Bijzondere overeenkomsten
7A. Bijzondere overeenkomsten; vervolg
8. Verkeersmiddelen en vervoer

10. Internationaal privaatrecht
Een geplande Boek 9 betreffende de 'rechten op voortbrengselen van de menselijke geest' (intellectueel eigendom) werd niet ingevoerd omdat deze rechten steeds meer internationaal worden geregeld. Betwijfeld wordt of het ooit nog tot invoering zal komen.
Boek 7A van het Burgerlijk Wetboek zijn de bijzondere wettelijke regelingen uit het oude Burgerlijk Wetboek van 1838 opgenomen. Deze regelingen waren bij de inwerkingtreding van het huidige Burgerlijk Wetboek in 1992 nog niet gereed voor herziening en zijn daarom in hun oude vorm gehandhaafd. Meerdere pogingen werden ondernomen om (een deel van) de regels te moderniseren en, net als bij andere bijzondere overeenkomsten zoals koop, schenking, ruil en huur, op te nemen in Boek 7 van het Burgerlijk Wetboek. Deze pogingen zijn echter telkens om uiteenlopende redenen niet geslaagd.

De gelaagde structuur is met name goed te zien in het vermogensrecht, waartoe Boek 3, 5, 6, 7, 7a en 8 behoren. Overigens kan ook Boek 4 deels tot het vermogensrecht gerekend worden. Om de gelaagdheid te verduidelijken een voorbeeld. De arbeidsovereenkomst heeft een eigen zeer uitgebreide wettelijke regeling in titel 10 van Boek 7. Het is ook een overeenkomst, dus zijn, voor zover daar in titel 10 van Boek 7 niet van wordt afgeweken, ook de regels met betrekking tot de overeenkomst in het algemeen, titel 5 van Boek 6, van toepassing. Het tot stand brengen van een overeenkomst is een rechtshandeling, dus heeft ook de regeling van de rechtshandeling in titel 2 van Boek 3 invloed op de arbeidsovereenkomst. Verder schept de arbeidsovereenkomst verbintenissen, dus ook de eerste titel van Boek 6, het algemene gedeelte van het verbintenissenrecht is van toepassing.
Een aanduiding als "Artikel 3:92 BW" betekent: artikel 92 van Boek 3 van het Burgerlijk Wetboek.

## Caribisch Nederland
De Invoeringswet openbare lichamen Bonaire, Sint Eustatius en Saba heeft het toenmalige Burgerlijk Wetboek van de Nederlandse Antillen de status gegeven van Nederlandse wet voor Caribisch Nederland, onder de naam Burgerlijk Wetboek BES. Artikel 8.20 van de Aanpassingswet openbare lichamen Bonaire, Sint Eustatius en Saba heeft daarin vóór de invoering wijzigingen aangebracht. Voor een deel betrof dit het mogelijk maken van het homohuwelijk in Caribisch Nederland. Voor dat deel werd bepaald dat het uiterlijk twee jaar na de transitiedatum zou ingaan. Dit is dan ook op 10 oktober 2012 gebeurd.
Met de Beschikking van de Minister van Justitie van 27 september 2010 tot plaatsing in het Staatsblad van de tekst van het Burgerlijk Wetboek BES, zoals gewijzigd bij de Aanpassingswet openbare lichamen Bonaire, Sint Eustatius en Saba en de Aanpassingsregeling BES-wetten is de tekst van 10 oktober 2010 van alle boeken van het Burgerlijk Wetboek BES samen in één Staatsblad geplaatst.
De indeling in boeken is hetzelfde als van het Burgerlijk Wetboek voor het Europese deel van Nederland, alleen is er geen aparte BES-versie van boek 10.